# アブセント・ラヴァーズ
『アブセント・ラヴァーズ』（英語: Absent Lovers: Live in Montreal 1984）は、キング・クリムゾンが1984年に録音し、1998年に2枚組CDとして発表したライブ・アルバム。

## 解説
本作には、ロバート・フリップ、エイドリアン・ブリュ―、トニー・レヴィン、ビル・ブルーフォードによって1981年に結成されたキング・クリムゾンの最終公演にあたる1984年7月11日のモントリオール公演の模様が完全収録された。彼等が発表したアルバム『ディシプリン』（1981年）、『ビート』（1982年）、『スリー・オブ・ア・パーフェクト・ペアー』（1984年）の収録曲が演奏されたが、「太陽と戦慄パートII」（1973年）と「レッド」（1974年）も取り上げられた。
ジョージ・グロソップがライブ録音時のミキシングを担当し、フリップとデヴィッド・シングルトンが1998年1月から2月にかけてミキシングとマスタリングを行った。ただしフリップのコメントによれば、両名はそれほどミキシングに携わらず、本作のプロダクションにおいては「定義」（「限定」ではなく「明確さ」という意味）をキーワードにしたという。
ブルーフォードは、自分が1980年代に録音したアルバムのうち、本作を『ディシプリン』と並ぶお気に入りの作品として挙げている。
リンゼイ・プラナーはオールミュージックにおいて5点満点中4.5点を付け、アルバム全体に関して「この集合体のことを思い出したい熱心なファンにとっても、この喧騒がどんな感じだったか興味のある向きにとっても、『アブセント・ラヴァーズ』は打ってつけである」、「レッド」や「太陽と戦慄パートII」に関して「10年前のオリジナル以上のエナジーと攻撃性を伴い演奏されていると言えるだろう」と評している。

## 収録曲
特記なき楽曲はロバート・フリップ、エイドリアン・ブリュー、トニー・レヴィン、ビル・ブルーフォードの共作。作詞はエイドリアン・ブリューによる。

### ディスク1
1. エントリー・オブ・ザ・クリムズ - "Entry of the Crims" - 6:26
2. 太陽と戦慄パートIII - "Larks' Tongues in Aspic (Part III)" - 5:05
3. セラ・ハン・ジンジート - "Thela Hun Ginjeet" - 7:07
4. レッド - "Red" (Robert Fripp) - 5:49
5. 待ってください - "Matte Kudasai" - 3:45
6. インダストリー - "Industry" - 7:31
7. ディグ・ミー - "Dig Me" - 3:59
8. スリー・オブ・ア・パーフェクト・ペアー - "Three of a Perfect Pair" - 4:31
9. インディシプリン - "Indiscipline" - 8:09

### ディスク2
1. サートリ・イン・タンジール - "Sartori in Tangier" - 4:40
2. フレイム・バイ・フレイム - "Frame by Frame" - 3:57
3. マン・ウィズ・アン・オープン・ハート - "Man with an Open Heart" - 3:44
4. ウェイティング・マン - "Waiting Man" - 6:26
5. スリープレス - "Sleepless" - 6:08
6. 太陽と戦慄パートII - "Larks' Tongues In Aspic (Part II)" (R. Fripp) - 7:56
7. ディシプリン - "Discipline" - 5:02
8. ハートビート - "Heartbeat" - 5:15
9. エレファント・トーク - "Elephant Talk" - 8:55

## 参加ミュージシャン
- ロバート・フリップ  –  ギター
- エイドリアン・ブリュー  –  ギター、ドラムス、リード・ボーカル
- トニー・レヴィン  –  エレクトリックベース、スティック、シンセサイザー、ボーカル
- ビル・ブルーフォード  –  ドラムス、エレクトロニック・ドラムス、パーカッション

## 引用文献
- Smith, Sid (2019). In the Court of King Crimson: An Observation over Fifty Years. Panegyric. ISBN 978-1916153004